# Biocarburant pour l'aviation

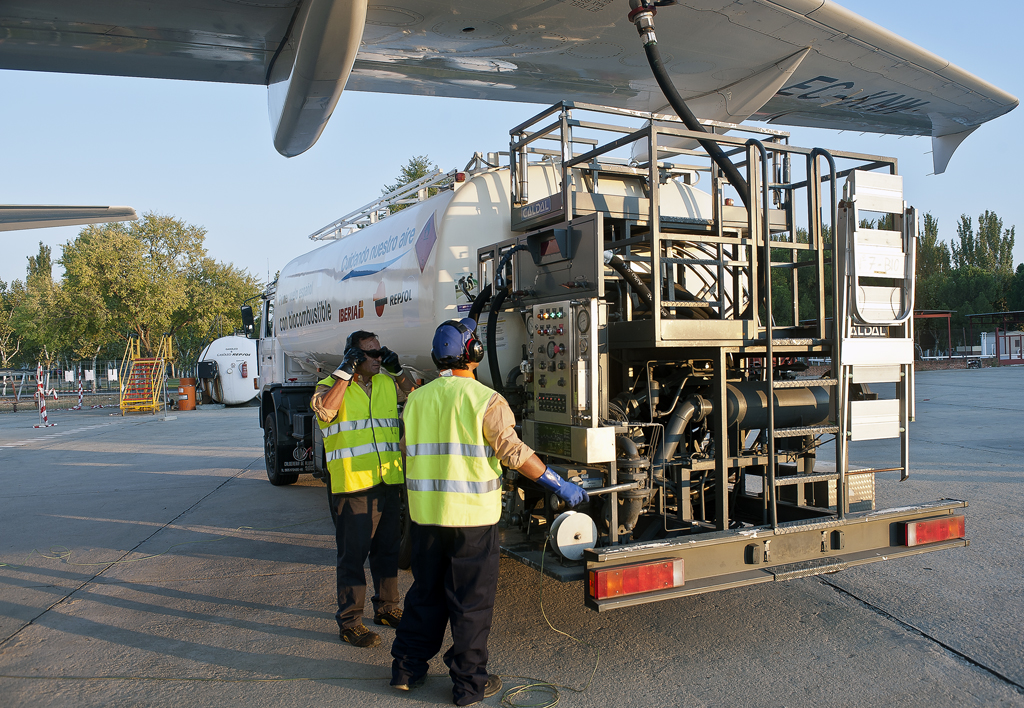
Plein d'un Airbus A320 avec du biocarburant.

Un biocarburant pour l'aviation — en anglais : bio-aviation fuel (BAF) — est un biocarburant utilisé pour propulser des aéronefs et qui est considéré comme un carburant durable d'aviation — en anglais : sustainable aviation fuel, aussi désigné par le sigle SAF —. L'Association du transport aérien international (IATA) considère les BAF comme l'un des éléments clés pour réduire l'empreinte carbone dans le cadre de l'impact climatique du transport aérien. Le biocarburant d'aviation pourrait aider à décarboner les voyages aériens moyen et long-courriers générant la plupart des émissions, et pourrait prolonger la durée de vie des types d'avions plus anciens en réduisant leur empreinte carbone,.
Les biocarburants sont des carburants dérivés de la biomasse, à partir de plantes ou de déchets ; selon le type de biomasse utilisé, ils pourraient réduire les émissions de CO₂ de 20 à 98 % par rapport au carburant aviation usuel. Le premier vol d'essai utilisant des biocarburants mélangés a lieu en 2008, et en 2011, des carburants mélangés avec 50 % de biocarburants sont autorisés dans les vols commerciaux. En 2019, l'IATA vise une pénétration de 2 % pour 2025.
Le biocarburant d'aviation peut être produit à partir de sources végétales telles que le jatropha, les algues, le suif, les huiles usées, l'huile de palme, le babassu et la camelina (bio-SPK) ; à partir de biomasse solide par pyrolyse traitée avec un procédé Fischer-Tropsch (FT-SPK) ; avec un procédé d'alcool à jet (ATJ) à partir de la fermentation des déchets ; ou de biologie  de synthèse à travers un réacteur. Les petits moteurs à pistons peuvent aussi être modifiés pour brûler de l'éthanol.
Les biocarburants durables ne concurrencent pas les cultures vivrières, la surface agricole utilisée, les forêts primaires ou l'eau douce. Ils sont une alternative aux e-carburants. Le carburant d'aviation durable est certifié comme étant durable par une organisation tierce.

## Impact environnemental

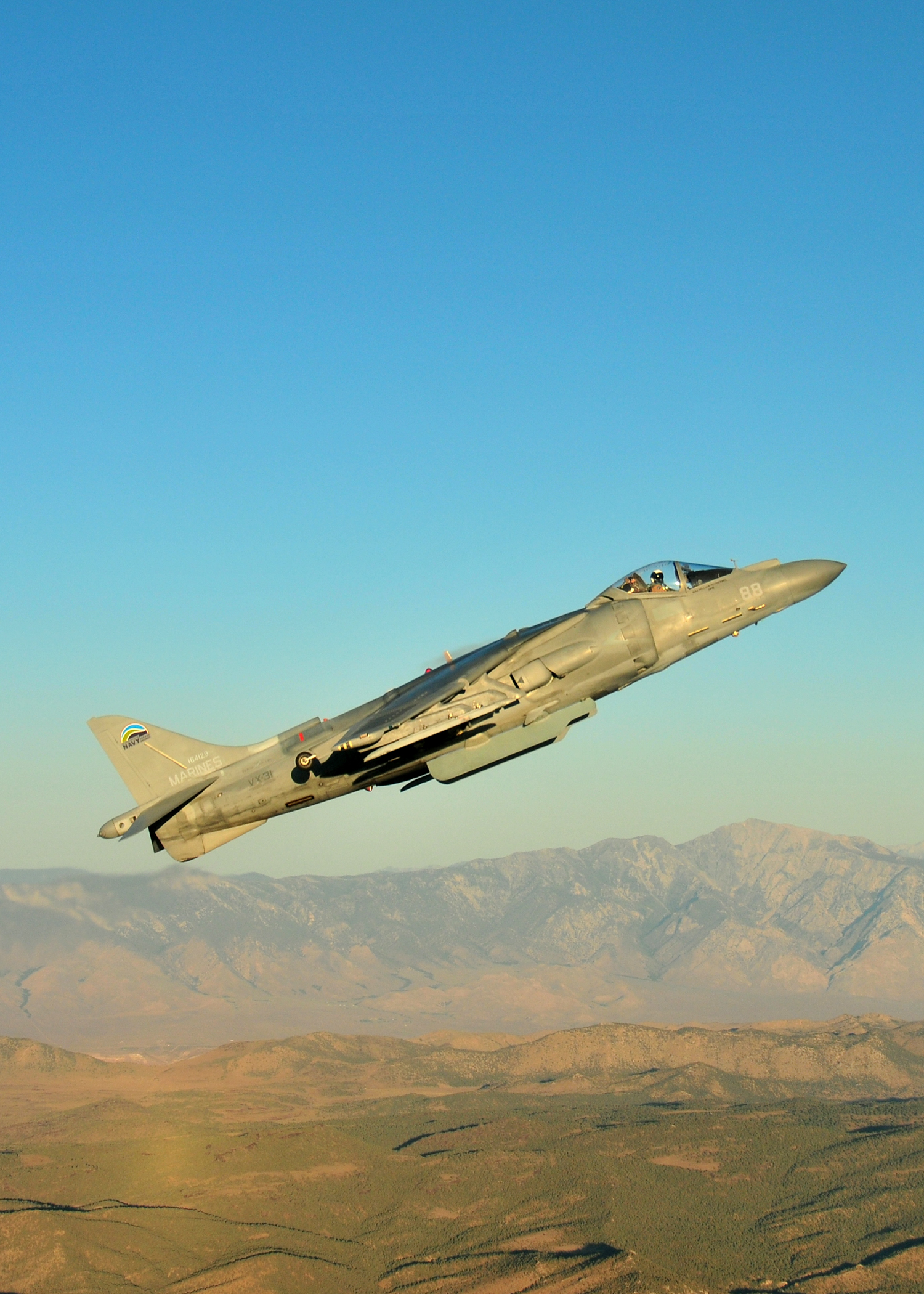
Vol d'essai d'un AV-8B Harrier II des US Marines utilisant un mélange de biocarburant 50-50 en 2011.

Les plantes absorbent du dioxyde de carbone au fur et à mesure de leur croissance, ce qui signifie que les biocarburants à base de plantes n'émettent que la quantité de gaz à effet de serre absorbée auparavant. La production, la transformation et le transport des biocarburants émettent cependant des gaz à effet de serre, ce qui réduit les économies d'émissions. Les biocarburants représentant la plupart des économies d'émissions sont ceux dérivés des algues photosynthétiques (98 % d'économies, mais technologie pas encore mature) et des cultures non alimentaires et des résidus forestiers (91-95 % d'économies).
L'huile de jatropha, une huile non alimentaire utilisée comme biocarburant, pourrait réduire les émissions de CO₂ de 50 à 80 % par rapport au Jet-A1. Le jatropha, utilisé pour le biodiesel, peut prospérer sur des terres marginales où la plupart des plantes produiraient de faibles rendements,. Une analyse du cycle de vie de l'école forestière de Yale sur le jatropha, une source potentielle de biocarburants, estime que son utilisation pourrait réduire les émissions de gaz à effet de serre jusqu'à 85 % si d'anciennes terres agropastorales sont utilisées, ou augmenter les émissions jusqu'à 60 % si la forêt naturelle est convertie en usage.
La culture de l'huile de palme est limitée par la rareté des ressources foncières et son expansion vers les terres forestières entraîne une déforestation et une perte de biodiversité, ainsi que des émissions directes et indirectes dues au changement d'affectation des terres. Les produits renouvelables du raffinage de Neste comprennent un sous-produit d'huile de palme de qualité alimentaire. Celle-ci est utilisée comme carburant d'aviation durable par Lufthansa.
La NASA détermine qu'un mélange de biocarburant à 50 % pour l'aviation peut réduire de 50 à 70 % les particules en suspension causées par le trafic aérien. Les biocarburants ne contiennent pas de composés soufrés et n'émettent donc pas de dioxyde de soufre. Il reste cependant difficile de dépasser les 50 % de biocarburant ajoutés au kérosène.

## Chronologie

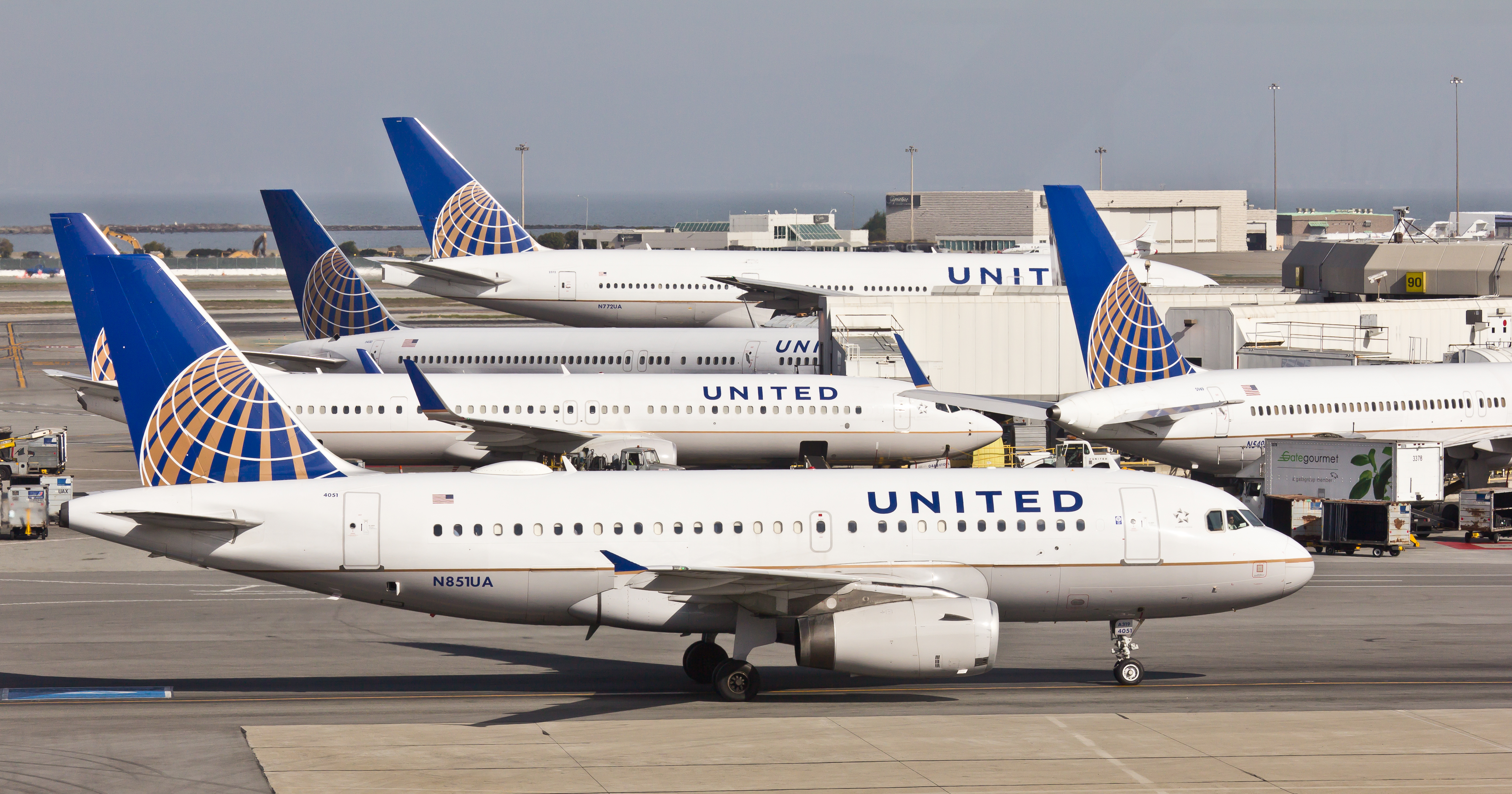
En 2019, United Airlines achète jusqu'à 38 000 mètres cubes de SAF de World Energy sur deux ans.

Dans le cadre de son plan « Fit for 55 », la Commission européenne propose d'encourager la production et l'utilisation des carburants alternatifs dits SAF  (Sustainable aviation fuel) par le plan « RefuelEU », qui pose le principe d'un taux d'incorporation minimum dans le réservoir des avions, fixé à 2 % à compter du 1er janvier 2025, 6 % en 2030, 20 % en 2035, 32 % en 2040, 38 % en 2045 et 63 % en 2050. Pour les carburants de synthèse (e-kerosene), le plan RefuelEU propose 1 % d'incorporation à partir de 2030, 8 % en 2040 et 28 % en 2050. Mais les biocarburants sont trois à quatre fois plus chers que le kérosène traditionnel, et les carburants de synthèse sont huit fois plus. Le financement de ce surcoût reste à définir ; une piste soutenue par Air France-KLM et le groupe Lufthansa serait une « taxe SAF » prélevée sur tous les passagers au départ ou à l'arrivée d'un aéroport de l'Union européenne.
Le 26 avril 2023, l'Union européenne parvient à un accord dans le cadre de ReFuelEU Aviation, un des paquets législatifs de Fit for 55, sur un mandat d'introduction progressive de carburants durables d'aviation dans le kérosène. Le taux d'incorporation devra atteindre 2 % à partir de 2025, puis 6 % en 2030, 20 % en 2035, 34 % en 2040, 42 % en 2045, et 70 % en 2050. La part des carburants de synthèse tels que les e-carburants devra atteindre 1,2 % en moyenne entre 2030 et 2031, puis 2 % entre 2032 et 2035, 5 % de 2035 à 2040, 10 % de 2040 à 2045, 15 % de 2045 à 2050 et 35 % à compter de 2050. L'hydrogène nécessaire à la production de carburants de synthèse pourra être indifféremment produit avec de l'électricité d'origine nucléaire ou renouvelable.

## Production
La production de biocarburants pour le transport aérien est estimée en 2021 par HSBC à 200 ou 300 000 tonnes par an, soit seulement 0,1 % des volumes de carburants consommés par les compagnies aériennes. Elle dépasserait 3 millions de tonnes dès 2024, et entre 7 et 8 millions de tonnes en 2030, ce qui représenterait 2 % du marché du kérosène. L'Union européenne se prépare à légiférer sur des taux d'incorporation minimum dans les carburants d'aviation ; aux États-Unis, les producteurs et les compagnies aériennes bénéficient de crédits d'impôts qui permettent de réduire l'écart de prix entre le biocarburant aérien et le kérosène issu du pétrole. Cet écart est élevé : le bio est deux à dix fois plus cher, selon les matières premières utilisées (actuellement surtout des huiles végétales usagées). En France, TotalEnergies a démarré la production de carburant vert pour l'aviation dans sa raffinerie de La Mède, en avril 2021, et en produira aussi à Grandpuits à partir de 2024, pour approvisionner les aéroports parisiens. Shell compte produire 2 millions de tonnes par an de biojet d'ici à 2025 dans sa raffinerie de Rotterdam. Le leader incontesté du secteur est le finlandais Neste. Quatre Américains suivent dans le classement. Selon HSBC, le nombre de producteurs passera d'une vingtaine fin 2021 à plus de 60 en 2025. Mais le principal obstacle à ce développement est la faible disponibilité des matières premières. Les ONG redoutent un recours accru aux huiles végétales non usagées.

## Économie
L'Agence internationale de l'énergie prévoit que la production de SAF devrait passer de 18 à 75 milliards de litres entre 2025 et 2040, ce qui représente une part du carburant total passant de 5 % à 19 %. En 2019, le coût de production de carburéacteur fossile est de 0,3-0,6 $ par litre pour un baril de pétrole brut de 50 à 100 $, tandis que le coût de production de biocarburant pour l'aviation est de 0,7 à 1,6 $, nécessitant un baril de pétrole brut d'un prix allant de 110 à 260 $ pour atteindre le seuil de rentabilité.
En 2020, le biocarburant d'aviation est plus cher que le carburant fossile kérosène, du fait des taxes aériennes.